# Kollemorten
Kollemorten (también denominado Nørre–Kollemorten) es un pueblo danés incluido dentro  del municipio de Vejle, en la región de Dinamarca Meridional.

## Historia
Kollemorten es una aldea creada en la Edad Media. Se formó junto a la histórica ruta denominada Oksenvej (camino de los bueyes) al sur de la iglesia de Oster-Nykirke, cuyos cimientos datan del año 1100. Su nombre deriva de Kallæ Martin usado en un documento de 1407. En 1688 la formaban 11 granjas.
Para 1906 contaba con escuela, un molino y una posada. Tenía, igualmente, una casa comunal para uso de la población que había sido construida en 1899.
En 1929 quedó conectada al ferrocarril dentro de la línea Horsens-Thyregod. Se construyó una pequeña estación y el tren dio servicio a la localidad hasta 1962 en que dejó de funcionar.

## Geografía
Kollemorten se sitúa en la parte sur de la península de Jutlandia. Las localidades vecinas son las siguientes:
| Noroeste: Thyregod | Norte: Vesterlund | Noreste: Klovborg |
| Oeste: Give        |                   | Este: Vonje       |
| Suroeste: Give     | Sur: Givskud      | Sureste: Givskud  |

Su territorio está caracterizado por la presencia de suaves colinas. Tiene una importante área boscosa al noroeste denominado Kollemorten Krat y el resto del terreno es mixto con parcelas dedicadas al cultivo y pequeñas masas forestales.

## Comunicaciones

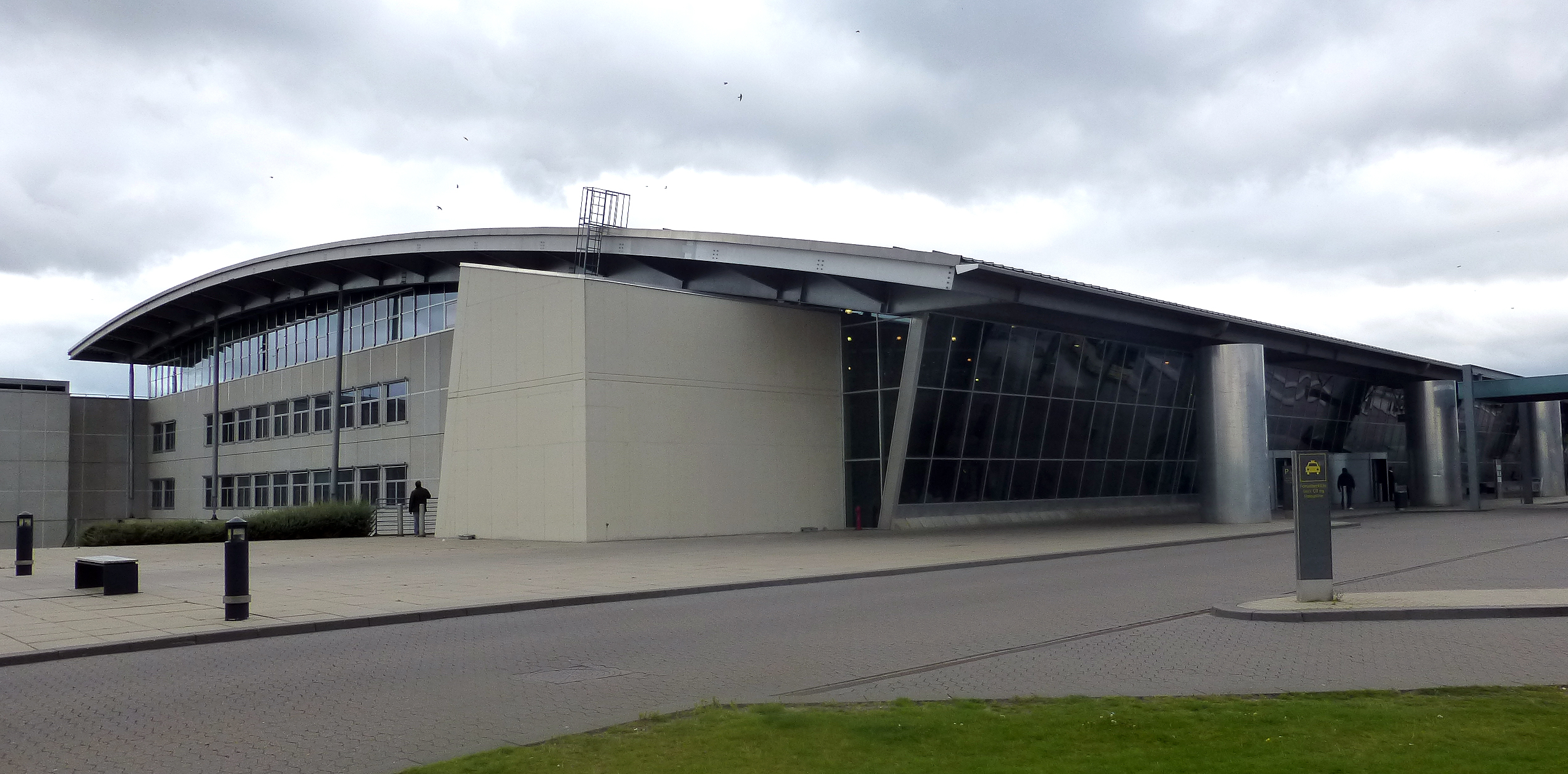
El aeropuerto de Billund es el más cercano a la localidad.

Al sur de Kollemorten pasa la autopista (motorvej) Midtjyske Motorvej. Su territorio es atravesado de este a oeste por la carretera local Kollemortenvej y de norte a sur por la denominada Hærvejen.
En la población tenían parada en 2017 las siguientes líneas de autobús:
| Líneas de autobuses en Kollemorten (2017) |                                              |
| Número                                    | Recorrido                                    |
| 119                                       | Billund – Give – Givskud – Tørring           |
| 212                                       | Vejle – Vonge – Thyregod – Give              |
| 348                                       | Vonge – Tinnet – Kollemorten – Knude – Vonge |
| 349                                       | Dørken – Kollemorten – Thyregod              |

No cuenta con conexión ferroviaria. Las estación de tren más cercana se encuentra a 9 km en Give.
El aeropuerto más próximo es el de Billund situado a 24 km.

## Demografía
| Población de Kollemorten entre 2010 y 2017 |
|                                            |
| Fuente: Statistics Denmark.                |

A 1 de enero de 2017 vivían en la localidad 363 personas de las que 197 eran hombres y 166 mujeres. Kollemorten está integrado dentro del municipio de Vejen y supone menos del 0,5% del total de sus habitantes. La densidad de población en este municipio era de 53 hab/km² muy inferior a la del total de Dinamarca que se sitúa en 133 hab/km².

## Economía
El sector primario está representado por una agricultura dedicada mayoritariamente al cereal y por una ganadería estabulada.
No hay fábricas en la localidad salvo un taller de carpintería. Dentro del sector terciario o de servicios se encuentra una empresa de transporte, otra de pintura industrial, una pequeña productora de publicidad, una gestoría, un estudio de arquitectura, una gasolinera, un taller de reparación de automóviles, un comercio de bicicletas, una tienda de ropa y un supermercado.

## Educación, deportes y sanidad
La localidad cuenta con una guardería. No tiene escuela y los alumnos tienen que acudir a la vecina Vonge para la educación primaria.
En el ámbito médico y de cuidados a personas, no hay profesionales con consulta abierta. 
Para los deportes, dispone de unas instalaciones multiusos compartidas con la vecina Vonge. En ellas se puede practicar fútbol, balonmano, bádminton y gimnasia.

## Turismo

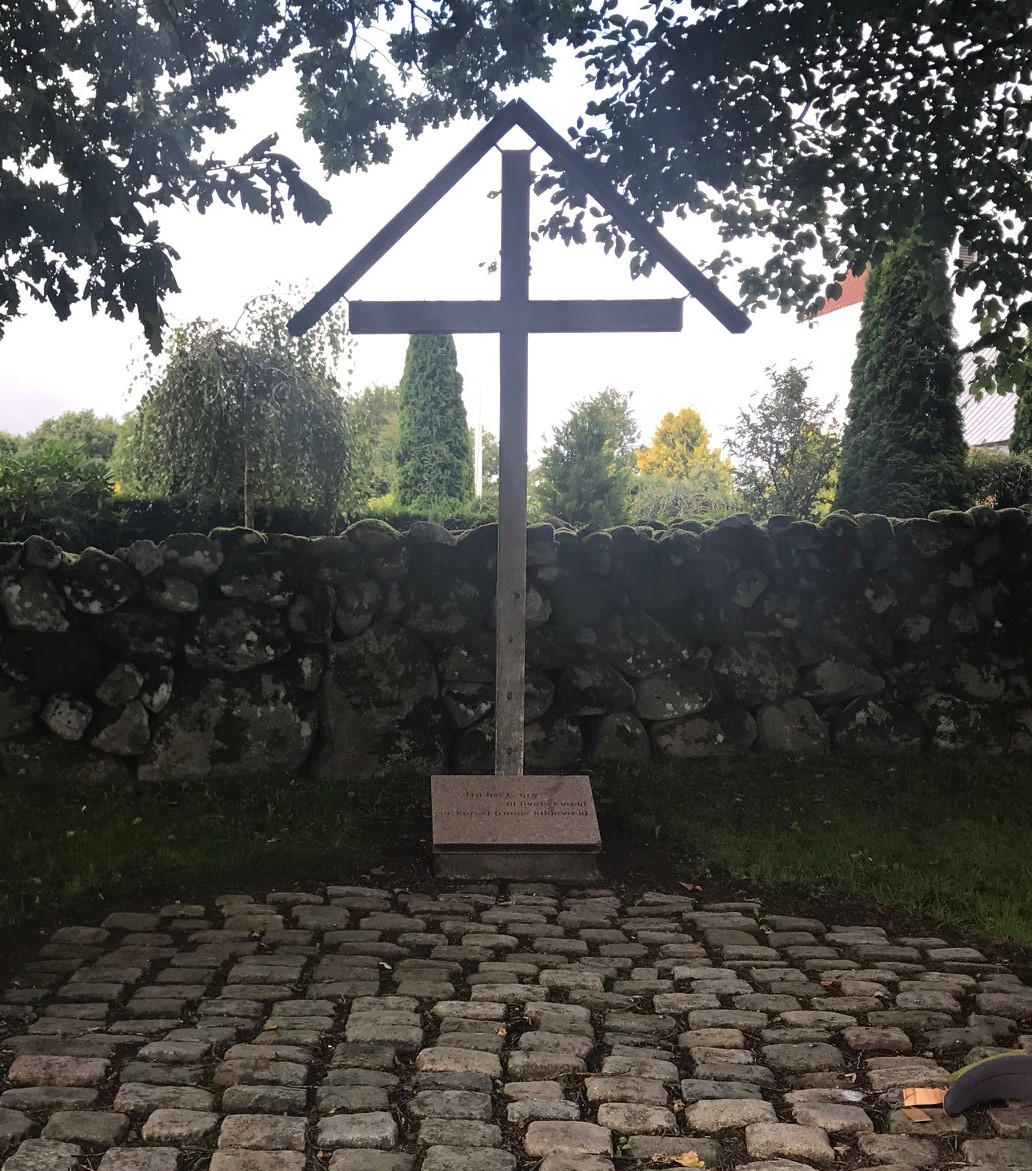
Cruz del camino junto a la iglesia de Øster Nikirke.

El turismo en la localidad está enfocado a su entorno natural en el que se puede practicar el senderismo y el ciclismo. En este sentido, la población es punto de paso de la ruta de senderismo y peregrinación  denominada Hærvejen que discurre entre Hirtshals/Frederikshavn y Padborg. Esta, además, es uno de los Caminos de Santiago que provienen del ámbito nórdico. Para alojar a los peregrinos existen seis cabañas habilitadas junto al casco urbano.
A 2 km al norte del citado casco urbano se encuentra uno de los lugares más significativos de esta ruta: la iglesia de Øster-Nykirke construida para los peregrinos, entre 1150 y 1200, junto a una fuente –denominada fuente de san Pedro– cuyas  aguas, se consideraba, que tenían propiedades curativas. Hoy en día, la fuente no fluye y el agua está estancada.
La iglesia está situada junto a la carretera local –que mantiene el histórico nombre de Hærvejen– y hay un pequeño punto para el descanso de los peregrinos. En él se ha erigido una cruz del camino para conmemorar las que había en los caminos daneses antes de la llegada de la reforma protestante.